# Rue du Président-Franklin-Roosevelt
Cet article possède un paronyme, voir Avenue Franklin-Roosevelt.
La rue du Président-Franklin-Roosevelt est une voie de la commune de Reims, située au sein du département de la Marne, en région Grand Est.

## Situation et accès
La rue appartient administrativement au quartier St-Thimoté.
La voie est à double sens.

## Historique

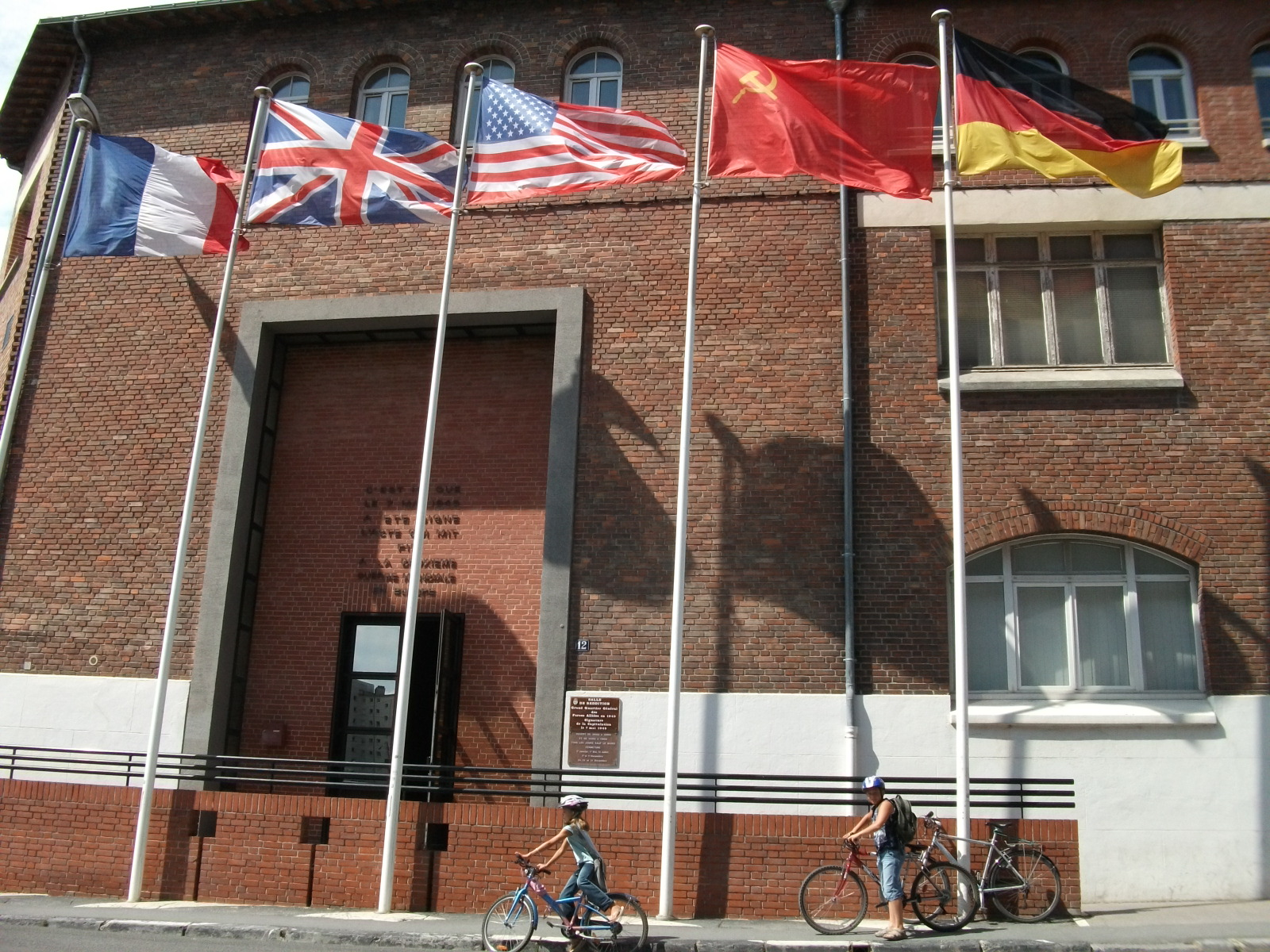
le musée,
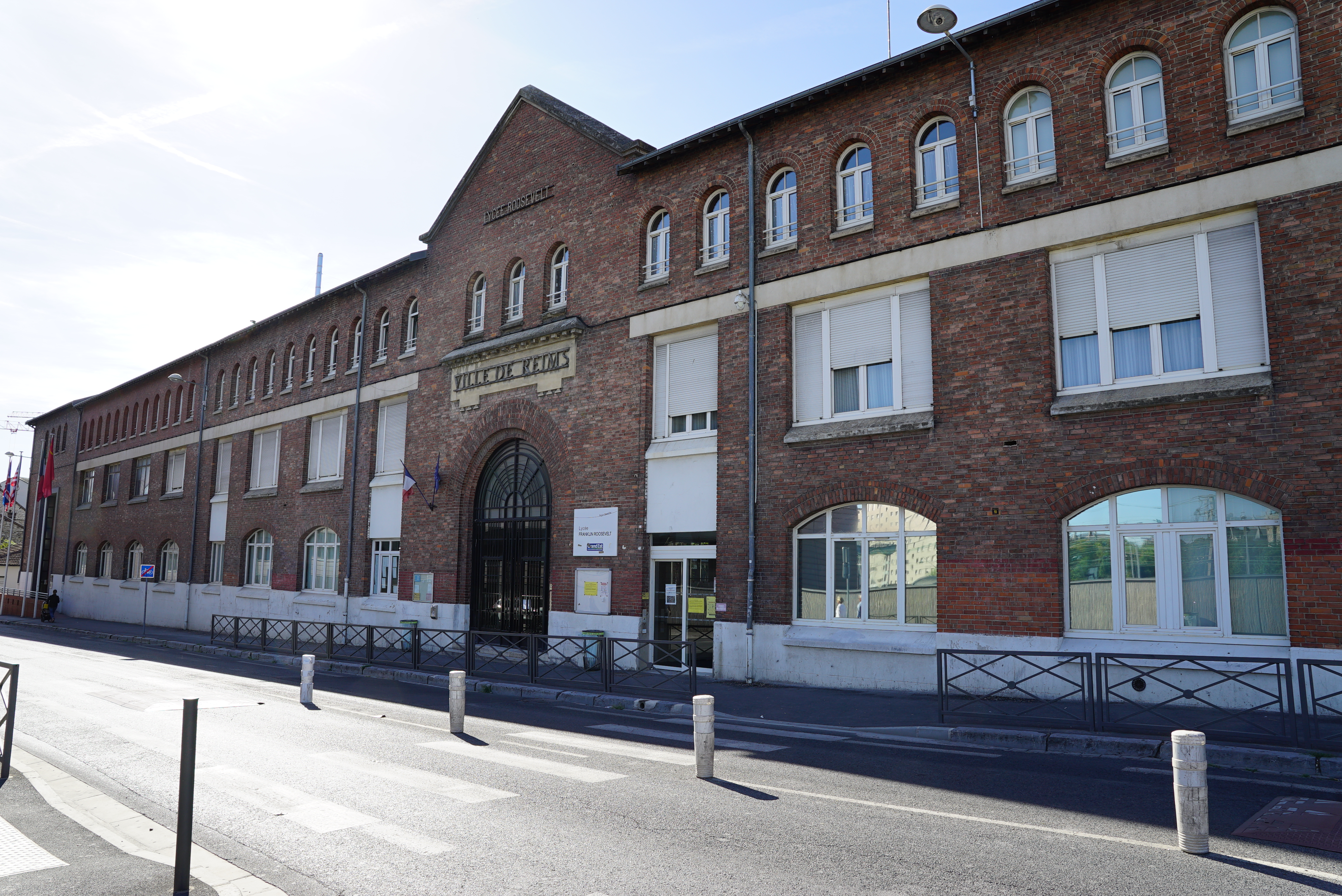
le lycée.

## Bâtiments remarquables et lieux de mémoire
Le Musée de la Reddition et le Lycée Franklin-Roosevelt.